# Kalvslund Sogn
Kalvslund Sogn ist eine Kirchspielsgemeinde (dän.: Sogn)  im südlichen Dänemark. Bis 1970 gehörte sie zur Harde Ribe Herred im damaligen Ribe Amt, danach zur Ribe Kommune im erweiterten Ribe Amt, die im Zuge der  Kommunalreform zum 1. Januar 2007 in der „neuen“  Esbjerg Kommune in der Region Syddanmark aufgegangen ist.
Im Kirchspiel leben 235 Einwohner (Stand:1. Januar 2023). Im Kirchspiel liegt die Kirche „Kalvslund Kirke“.
Nachbargemeinden sind im Norden Jernved Sogn, im Süden Obbekær Sogn und im Westen Ribe Domsogn und Hjortlund Sogn.